# یواس‌اس اچ-۴ (اس‌اس-۱۴۷)
یواس‌اس اچ-۴ (اس‌اس-۱۴۷) (به انگلیسی: USS H-4 (SS-147)) یک زیردریایی بود که طول آن ۱۵۰ فوت ۴ اینچ (۴۵٫۸۲ متر) بود. این زیردریایی در سال ۱۹۱۸ ساخته شد.